# س. س. لي
س. س. لي (بالإنجليزية: C. C. Li)‏ هو رياضياتي وأحيائي أمريكي، ولد في 1912، وتوفي في 2003.